# 奧斯陸 (明尼蘇達州道奇縣)
奧斯陸（英語：Oslo）是位於美國明尼蘇達州道奇縣弗農鎮區的一個非建制地區。

## 歷史
奧斯陸的郵局於1879年成立，其後於1902年停運。此地得名自挪威城市奧斯陸。

## 地理
奧斯陸所處的海拔為高於海平面395米（即1296英呎），而該地所採用的時區為UTC-6，即北美中部時區（CST）。同時該地設有夏令時間，為UTC-6調快一小時，即UTC-5（CDT）。